# Voltan le barbare
Pour plus de détails, voir Fiche technique et Distribution.
Voltan le barbare (Hawk the Slayer) est un film britannique réalisé par Terry Marcel (en), sorti en 1980.

## Synopsis
Le méchant Voltan tue son propre père quand celui-ci refuse de donner la magie de la "dernière pierre de l'esprit Elven". Avant que le vieillard meurt, il lègue une grande épée avec un pommeau en forme de main humaine à son autre fils, Hawk. La main prend vie et saisit la pierre de l'esprit. L'épée a maintenant des pouvoirs magiques et peut répondre aux commandes mentales de Hawk. Hawk jure alors de venger son père en tuant Voltan.
Le mal de Voltan atteint tout le pays. un homme appelé Ranulf arrive dans un couvent éloigné. Ranulf dit aux religieuses qu'il a survécu à l'attaque de Voltan contre son peuple qui a tué brutalement les femmes et les enfants. Ranulf a été grièvement blessé dans l'attaque. Les religieuses le soignent mais ne peuvent pas garder sa main. Voltan pénètre dans le couvent et enlève l'abbesse, exigeant une grande somme d'or en rançon. Après que Voltan et ses hommes de main partent avec l'abbesse, les religieuses disent à Ranulf de chercher le grand abbé à la forteresse de Canterbury. Le grand abbé l'envoie vers Hawk.
Hawk découvre Ranulf avec l'aide d'une sorcière locale, une femme qu'il a défendu d'une accusation de sorcellerie. Ranulf est capturé par des brigands, mais Hawk le sauve. Ranulf convainc Hawk de sauver l'abbesse. Après un long et dangereux voyage, Hawk retrouve ses vieux amis : Gort, un géant austère qui brandit un puissant maillet, Crow, un elfe peu bavard qui brandit un arc mortel et Baldin, un nain savant, habile avec un fouet. Les cinq hommes arrivent au couvent, protégeant les religieuses et imaginant un moyen d'attirer Voltan dans un piège. Ils utilisent leurs compétences pour voler de l'or pour la rançon à un marchand d'esclaves.
Hawk doute que Voltan libère l'abbesse après que la rançon est payée. Il explique que Voltan a assassiné traîtreusement la femme de Hawk, Eliane. Hawk et ses amis décident de sauver l'abbesse, mais ils échouent. Hawk tue le fils de Voltan, Drogo, qui avait attaqué le couvent. Enragé, Voltan confronte les héros dans une bataille finale au couvent. Une religieuse voyante aide Voltan à capturer les héros; Voltan l'assassine. Avec l'aide de la sorcière, les héros s'échappent, mais Baldin est mortellement blessé.
Dans le duel final, Hawk a sa revanche sur Voltan et l'abbesse est sauvée. Une entité maléfique décide que Voltan sera rétabli pour faire le mal. Sur le conseil de la sorcière, Hawk et Gort se dirigent vers le sud pour continuer leur bataille contre le mal.

## Fiche technique
- Titre : Voltan le barbare
- Titre original : Hawk the Slayer
- Réalisation : Terry Marcel (en) assisté de Richard Hoult et Guy Travers
- Scénario : Terry Marcel, Harry Robertson
- Musique : Harry Robinson
- Directeur artistique : Michael Pickwoad
- Costumes : Pauline Lewington
- Photographie : Paul Beeson
- Son : Danny Daniel
- Montage : Eric Boyd-Perkins
- Production : Harry Robertson
- Société de production : Marcel/Robertson Productions Limited, Chips Productions, ITC
- Société de distribution : ITC
- Pays d'origine :  Royaume-Uni
- Langue : anglais
- Format : Couleur - 1,85:1 - Dolby - 35 mm
- Genre : Fantasy
- Durée : 94 minutes
- Date de sortie :
  - France : novembre 1980 : Festival du film fantastique de Paris[1].
  -  Royaume-Uni : 18 décembre 1980.
  -  Australie : 27 août 1981.

## Distribution
- John Terry : Hawk
- Jack Palance : Voltan
- Bernard Bresslaw : Gort
- Ray Charleson : Crow
- Peter O'Farrell : Baldin
- W. Morgan Sheppard : Ranulf
- Patricia Quinn : La sorcière
- Cheryl Campbell : Sœur Monica
- Annette Crosbie : L'abbesse
- Catriona MacColl : Eliane
- Shane Briant : Drogo
- Harry Andrews : Le grand abbé
- Christopher Benjamin : Fitzwalter
- Roy Kinnear : L'aubergiste
- Patrick Magee : Le prêtre
- Ferdy Mayne : Le père de Hawk et Voltan
- Graham Stark : Sparrow
- Warren Clarke : Scar

## Source de la traduction
- (en) Cet article est partiellement ou en totalité issu de l’article de Wikipédia en anglais intitulé « Hawk the Slayer » (voir la liste des auteurs).